# Dora Diamantová
Dora Diamant (Dwojra Diament, také Dymant; 4. března 1898, Pabianice – 15. srpna 1952, Londýn) byla přítelkyní spisovatele Franze Kafky a osoba, která u sebe uchovávala některé z jeho posledních spisů, dokud nebyly v roce 1933 zabaveny gestapem. Toto zadržení bylo proti vůli Franze Kafky který požádal krátce před svou smrtí, aby byly zničeny.

## Biografie
Dworja Diament se narodila 4. března 1898 v polských Pabianicích do židovské rodiny, jako dcera Herschela Dymanta, úspěšného maloobchodníka. Po matčině smrti v roce 1912 se rodina přestěhovala do Będzinu poblíž německých hranic. Na konci 1. světové války, poté, co pomohla vychovat svých 10 sourozenců, se Dworja odmítla vdát a byla poslána do Krakova, aby se stala učitelkou v mateřské škole. Odešla do Berlína, kde pracovala v berlínské židovské komunitě jako učitelka a švadlena (a změnila si své jméno na Diamant).
V červenci 1923 byla dobrovolnicí v prázdninovém táboře berlínských židovských národů v Graal-Müritzu u Baltského moře, kde potkala Franze Kafku, kterému bylo 40 let a trpěl tuberkulózou. Byla to láska na první pohled a v následujících třech týdnech spolu trávili každý den a plánovali společný život v Berlíně. V září, po krátkém návratu do Prahy, se Franz Kafka přestěhoval do Berlína, kde s Dworjou sdíleli tři různé byty, než si jeho tuberkulóza vyžádala hospitalizaci. Dworja s ním zůstala, přestěhovala se dokonce do sanatoria za Vídní, kde jí 3. června 1924 zemřel v náručí.
Po Kafkově smrti byla Dworja Diamant obviněna z toho, že na Kafkovu žádost spálila jeho spisy. Také si ponechala některé jeho deníky a 36 dopisů, které jí poslal. Navzdory žádosti Maxe Broda, aby mu odevzdala všechny dokumenty o Franzi Kafkovi, které měla, si Dworja Diamant dopisy, které jí Franz Kafka napsal, nechala. Max Brod se také rozhodl nevyhovět Kafkovým posledním žádostem, aby byly všechny jeho spisy zničeny. Dworja Diamant navíc tajně uchovávala neznámý počet Kafkových sešitů, které zůstaly v jejím držení, dokud nebyly spolu s dalšími dokumenty ukradeny z jejího bytu při razii gestapa v roce 1933. Není známo, které sešity zůstaly u Dworji Diamant a které byly Brodovi předány na konci Kafkova života. Hledání těchto chybějících dokumentů provedli v 50. letech Max Brod a německý vědec Klaus Wagenbach.
Koncem 20. let Dworja Diamant studovala divadlo na Dumont Drama Academy v Düsseldorfu a pracovala jako profesionální herečka. Ve třicátých letech Dworja Diamant vstoupila do Komunistické strany Německa jako agitační herečka a provdala se za Lutze Laska, redaktora Die Rote Fahne, novin komunistické strany. Dceru Franzisku Marianne Lask, pojmenovanou po Franzi Kafkovi, porodila 1. března 1934. Franziska zemřela v září 1982 v Londýně.
V roce 1936 uprchla Dwojra Diamant se svou dcerou z Německa za svým manželem do sovětského Ruska. Poté, co byl Lask zatčen a poslán na Dálný východ během velkých čistek Josifa Stalina v roce 1937, Dworja Diamant opustila Sovětský svaz, cestovala po Evropě a dostala se do bezpečí v Anglii týden předtím, než Německo v roce 1939 napadlo Polsko. Dworja Diamant a její dcera byly internovány do ženského záchytného tábora v Port Erin na ostrově Man, poté propuštěna v roce 1940. V roce 1941 se vrátila do Londýna, kde pomáhala financovat organizaci Přátelé jidiš, kteří se snažili udržet židovský jazyk a kulturu naživu. V roce 1950 konečně uskutečnila svůj celoživotní sen a navštívila nový stát Izrael. Zemřela na selhání ledvin v nemocnici Plaistow ve východním Londýně dne 15. srpna 1952 a byla pohřbena v neoznačeném hrobě na hřbitově United Synagogue Cemetery na Marlowe Road v East Hamu. V roce 1999 se u jejího hrobu shromáždili její příbuzní z Izraele a Německa, aby tam položili kameny s nápisem "Kdo zná Dworju, ví, co znamená láska".

## Odkaz v kultuře
V japonské manze a anime seriálu Útok titánů od Hadžimeho Isajamy se objevila postava s podobným jménem. Jmenuje se Hannah Diamant a je ve vztahu s Franzem Kefkou.